# The Electric Indian
The Electric Indian war eine amerikanische Instrumental-Studioband aus Philadelphia, die von Bernard Binnick, einem Mitbegründer des Labels SWAN Records, zusammengestellt wurde. Stilistisch bewegte sich die Formation in den Bereichen Funk und Soul.

## Bandgeschichte
1969 hatte die unter anderem aus Bobby Eli, Daryl Hall und Vincent Montana, Jr. bestehende Band mit Keem-O-Sabe einen Top-20-Hit in den US-Popcharts und einen Top-50-Hit in den R&B-Charts. Auch das gleichnamige Album konnte sich in beiden Hitlisten auf mittleren Rängen platzieren. Die nicht auf dem Album enthaltene Folgesingle Land of 1000 Dances stand im Dezember des Jahres lediglich eine Woche auf einem unteren Platz der Popcharts. Drei weitere, 1970 veröffentlichte Singles schafften den Charteinstieg nicht. Daraufhin trennte sich die Gruppe.
Eli und Montana waren u. a. ab 1973 Mitglieder der Studioband MFSB, Hall bildete mit John Oates das Duo Hall & Oates.

## Besetzung
- Bobby Eli (* 2. März 1946 als Eli Tatarsky) – Gitarre
- Daryl Hall – Klavier
- Vincent Montana, Jr. – Vibraphon
- Tim Moore – Gitarre
- Tom Sellers († 9. März 1988) – Bass
- Robert Cupit – Perkussion
- Jim Helmer – Schlagzeug

## Diskografie

### Alben
| Jahr | Titel Musiklabel                | Höchstplatzierung, Gesamtwochen, AuszeichnungChartplatzierungen (Jahr, Titel, Musiklabel, Platzierungen, Wochen, Auszeichnungen, Anmerkungen) | Höchstplatzierung, Gesamtwochen, AuszeichnungChartplatzierungen (Jahr, Titel, Musiklabel, Platzierungen, Wochen, Auszeichnungen, Anmerkungen) | Anmerkungen                                               |
| Jahr | Titel Musiklabel                | US | R&B | Anmerkungen                                               |
| ---- | ------------------------------- | --- | --- | --------------------------------------------------------- |
| 1969 | Keem-O-Sabe United Artists 6728 | US104 (9 Wo.)US | R&B46 (5 Wo.)R&B | Erstveröffentlichung: September 1969 Produzent: Len Barry |

### Singles
| Jahr | Titel Album         | Höchstplatzierung, Gesamtwochen, AuszeichnungChartplatzierungen (Jahr, Titel, Album, Platzierungen, Wochen, Auszeichnungen, Anmerkungen) | Höchstplatzierung, Gesamtwochen, AuszeichnungChartplatzierungen (Jahr, Titel, Album, Platzierungen, Wochen, Auszeichnungen, Anmerkungen) | Anmerkungen                                                                                         |
| Jahr | Titel Album         | US | R&B | Anmerkungen                                                                                         |
| ---- | ------------------- | --- | --- | --------------------------------------------------------------------------------------------------- |
| 1969 | Keem-O-Sabe         | US16 (11 Wo.)US | R&B46 (2 Wo.)R&B | Erstveröffentlichung: Juli 1969 Autoren: Bernard Binnick, Bernice Borisoff                          |
| 1969 | Land of 1000 Dances | US95 (1 Wo.)US | — | Erstveröffentlichung: November 1969 Autoren: Chris Kenner, Fats Domino Original: Chris Kenner, 1962 |

Weitere Singles
- 1970: Storm Warning (VÖ: März)
- 1970: Apotchee (VÖ: August)
- 1970: Geronimo / My Cherie Amour (VÖ: Dezember)